# Pinkpop 1976
Pinkpop 1976 werd gehouden op 7 juni 1976 op het Sportpark Burgemeester Damen in Geleen. Het was de 7e van 17 edities van het Nederlands muziekfestival Pinkpop in Geleen, waar ook de eerste editie plaatsvond. Er waren circa 40.000 toeschouwers. Het weer was zonnig en zeer warm.
Presentatie: Willem van Beusekom.

## Optredens
- Uriah Heep
- Little Feat
- Outlaws
- Streetwalkers
- The Chieftains
- Jess Roden Band
- Sido Martens

Uriah Heep speelde ter vervanging van Free, van wie de gitarist Paul Kossoff kort tevoren overleden was.  